# ネグリル
ネグリル（Negril）は、ジャマイカのウェストモアランド教区とハノーバー教区にまたがって位置する大きなビーチ・リゾートの町。
ウェストモアランド教区はジャマイカの西端の教区で、島の南側に位置する。ダウンタウン・ネグリル、ダウンタウンの南のウエスト・エンド・クリフ・リゾート、7マイルの海岸の南側がウェストモアランド教区になる。海岸の北の大部分のリゾートはハノーバー教区に位置する。ウェストモアランド教区の最も近い大きい町は、州都サバナラマルである。
最寄りの空港はサングスター国際空港である。空港からネグリルへは、ホテルが提供するの送迎サービス（通常、事前予約が必要）、タクシー、各ホテルを順に停留する混載バスなどを利用する必要がある。